# Touchay
Touchay ist eine französische Gemeinde mit 224 Einwohnern (Stand: 1. Januar 2022) im Département Cher in der Region Centre-Val de Loire; sie gehört zum Arrondissement Saint-Amand-Montrond und zum Kanton Châteaumeillant.

## Geographie
Touchay liegt etwa 42 Kilometer südsüdwestlich von Bourges. Im Gemeindegebiet verläuft der Fluss Arnon, in den hier die Sinaise einmündet. Umgeben wird Touchay von den Nachbargemeinden Lignières im Norden, Ineuil im Nordosten, Ids-Saint-Roch im Osten, Maisonnais im Süden, Rezay im Süden und Südwesten sowie Saint-Hilaire-en-Lignières im Westen und Nordwesten.

## Bevölkerungsentwicklung
| Jahr                       | 1962 | 1968 | 1975 | 1982 | 1990 | 1999 | 2008 | 2019 |
| Einwohner                  | 362  | 342  | 286  | 298  | 286  | 297  | 279  | 239  |
| Quellen: Cassini und INSEE |      |      |      |      |      |      |      |      |

## Sehenswürdigkeiten
- Kirche Saint-Martin aus dem 15. Jahrhundert, seit 1926 Monument historique
- frühere Kirche Saint-Jean, seit dem 19. Jahrhundert Café
- Schloss L’Isle, seit 1926 Monument historique
- Luftfahrtmuseum musée aéronautique du Berry